# Melitofag
Melitofag - organizm (gatunek), odżywiający się okresowo lub w całym cyklu życiowym pyłkiem kwiatowym. Wiele owadów w stadium imago odżywia się nektarem i pyłkiem (motyle, chrząszcze), niektóre - takie jak pszczoły - odżywiają się pyłkiem zarówno w stadium larwalnym, jak i imaginalnym.